# زیژگوو (استان اشوی‌داشکسیه)
زیژگوو (به لهستانی: Dzierzgów) یک منطقهٔ مسکونی در لهستان است که در گمینا رادکوو (استان اشوی‌داشکسیه) واقع شده‌است. زیژگوو ۲۹۰ نفر جمعیت دارد.